# Cyphonocerus yayeyamensis
Cyphonocerus yayeyamensis is een keversoort uit de familie glimwormen (Lampyridae). De wetenschappelijke naam van de soort is voor het eerst geldig gepubliceerd in 1976 door Satô.